# Dinastía Espartócida
Los Espartócidas (en griego: Σπαρτοκίδαι) o Spartocidae, era el nombre de una dinastía tracia helenizada que gobernó el reino helenístico del Bósforo entre los años 438 y 108 a. C. Habían usurpado el poder a la antigua dinastía, los Arqueanáctidas, una dinastía griega del Reino del Bósforo que fueron tiranos de Panticapea entre 480 y 438 a. C. que fueron usurpados del trono por Espártoco I en 438 a. C., por quien la dinastía lleva su nombre.
Los descendientes de Espártoco continuarían gobernando el Bósforo hasta el año 108 a. C., en el que fue brevemente conquistado por los invasores escitas liderados por Saumaco. La dinastía continuó repitiendo los nombres de los príncipes sucesivos, y el último Espártoco se llamó Espártoco V. La dinastía también tuvo matrimonios entre ellos, en particular el matrimonio de Camasaria y Perisades I. El gobernante más famoso conocido es Leucón I, quien expandió el reino más allá de sus fronteras, resistió a los escitas y gobernó durante 40 años.

## Historia
Se cree que los Espartócidas son de origen tracio y tienen conexiones con la dinastía Odrisia, los gobernantes del Reino odrisio. A menudo se piensa que Espártoco I fue un mercenario tracio que fue contratado por los Arqueanáctidas, y que les usurpó el poder alrededor del 438 a. C., convirtiéndose en "rey" del Reino del Bósforo, entonces solo unas pocas ciudades, como Panticapea. Espártoco fue sucedido por su hijo, Sátiro I, quien conquistaría muchas ciudades alrededor de Panticapea como Ninfeo y Cimérico. El hijo de Sátiro, Leucón I, iría a conquistar y expandir el reino más allá de los límites en los que su padre alguna vez pensó.
Leucón también participaría en guerras contra los meotes, sindos y heracleanos. Su hermano, Gorgipo, gobernaría desde el lado asiático del reino, específicamente en Sindia, la antigua capital del Reino de Síndice, y le cambiaría el nombre a Gorgipia, probablemente en su honor.

De finales del a principios del, gobernante del Reino del Bósforo, posible busto de mármol de Perisades V.

Los gobernantes Espartócidas parecen haber gobernado conjuntamente con sus hijos y hermanos. Los hijos de Leucón, Espártoco II y Perisades I, gobernaron conjuntamente hasta la muerte de Espártoco cinco años después de su reinado. Esto también se puede ver con los propios hijos de Perisades, Sátiro II y Gorgipo, ambos cogobernaron a su padre. Este mismo patrón se puede ver décadas más tarde, con los reinos de Espártoco IV y Leucón II.

## Guerras de Expansión
Los Espartócidas fueron las principales figuras de las guerras de expansión del Bósforo, una serie de conflictos y asedios que ocurrieron desde el 438 a. C. hasta alrededor del 350 a. C., justo antes de la muerte de Leucón. Estas guerras resultaron en la muerte de Sátiro I y Metrodoro y quizás el hermano de Sátiro, Seleuco. Sátiro murió en el primer asedio de Feodosia en 389 a. C. y Metrodoro fue asesinado por Tirgatao ya que era su rehén en virtud de un tratado que tenía con Sátiro, antes de que él la traicionara. 
Tras la muerte de Sátiro en 389 a. C., Leucón participó en la Batalla de Labrytai, que fue una disputa dinástica entre el rey original de los sindos, Hekataios, y su hijo Octamasades terminando con una victoria para Leucón y el exilio de Octamasades. Algún tiempo después de esto, Leucón y Gorgipo se convirtieron en gobernantes del Reino de Síndice. Luego, Leucón inició dos asedios de Feodosia, el segundo en 365 a. C. y el tercer asedio de la ciudad en 360 a. C., y finalmente anexó la ciudad a sus dominios después de un largo tiempo con Heraclea Póntica, con éxito variable.

## Expansión adicional
Perisades I se casaría con su prima, Camasaria, una hija de Gorgipo y, a través de este matrimonio, se convertiría en rey de los sindos. También participaría en una guerra contra las tribus escitas invasoras, debido a que se negó a pagarles tributo. Perisades también, en algún momento durante su reinado, tomó la ciudad estratégica de Tanais cerca del río Don y agregó varias otras tribus nómadas a sus dominios.

## Guerra civil
Los Espartócidas se involucraron en una guerra civil entre ellos alrededor del 309 a. C., después de la muerte de Perisades I. La disputa dinástica incluiría a Sátiro II, que era el mayor y heredó el trono, Prytanis y Eumelo, que tenía derecho al trono. La guerra se llevó a cabo en 2 grandes enfrentamientos, comenzando con la Batalla del río Thatis y luego el Asedio de Siracena, en el que Sátiro II perdió la vida. Eumelo, después de derrotar a su hermano mayor Sátiro, intentó dividir el reino con Prytanis, pero este último se negó, lo que provocó su eventual derrota cerca del lago Meótico y la muerte a manos de Eumelo. Bajo el reinado de Eumelo, el Reino del Bósforo disfrutó de mucho éxito militar, purgando el Mar Negro de casi todos los piratas, y fue lo suficientemente grande como para rivalizar con el estado de Lisímaco, uno de los poderosos generales de Alejandro Magno. El hijo de Eumelo, Espártoco III, pudo restablecer sus acuerdos comerciales con Atenas y fue el primer gobernante espartócida en asumir el título de "basileus". Su hijo, o sobrino, Perisades II, participó inesperadamente en la diplomacia entre los reinos de los Diádocos, y se mencionó que envió embajadores a Ptolomeo II y ofreció copas con Antígono II Gónatas en Delos.

## Decadencia
El Reino del Bósforo entró en declive debido a numerosos ataques de tribus nómadas escitas en los siglos posteriores a su caída. Los últimos gobernantes Espartócidas, Perisades III, Camasaria II Filotecnos, Perisades IV y Perisades V estaban bajo una presión extrema por los ataques de los escitas. Perisades V, el último de su dinastía, ofreció su reino a Mitrídates VI de Ponto a cambio de la protección de su pueblo y de él mismo. Diofanto, general de Mitrídates, escapó por poco de la rebelión liderada por Saumaco, un posible heredero adoptivo de Escita y Perisades V. Perisades V murió en Panticapea a manos de Saumaco, poniendo fin al gobierno de los Espartócidas en el Bósforo cimerio.

## Reyes Espartócidas
| Reyes del Bósforo                     | Reyes del Bósforo |
| Nombre                                | Reinado           |
| ------------------------------------- | ----------------- |
| Dinastía Espartócida                  |                   |
| Espártoco I.                          | 438/7–433/2       |
| Sátiro I.                             | 433/2–389/8       |
| Seleuco I.                            | 433/2–393/2       |
| Leucón I.                             | 389/8–349/8       |
| Gorgipo.                              | Reinó en Gorgipia |
| Perisades I.                          | 349/8–311/10      |
| Espártoco II.                         | 349/8–344/3       |
| Apolonio                              | 349/8–ca. 345     |
| Sátiro II.                            | 311/10–310/09     |
| Prítanis                              | 310/09            |
| Eumelo                                | 310/09–304/3      |
| Espártoco III.                        | 304/3–284/3       |
| Seleuco II.                           | 304/3–?           |
| Perisades II.                         | 284/3–ca. 245     |
| Sátiro III.                           | 284/3–?           |
| Espártoco IV.                         | ca. 245–ca. 240   |
| Leucón II.                            | ca. 240–ca. 220   |
| Higienon.                             | ca. 220–ca. 200   |
| Espártoco V.                          | ca. 200–ca. 180   |
| Camasaria Filotecnos (reina regente). | ca. 180– ca. 160  |
| Perisades III.                        | ca. 180–ca. 150   |
| Perisades IV.                         | ca. 150–ca. 125   |
| Perisades V.                          | ca. 125–ca. 108   |

## Genealogía
La siguiente genealogía se basa en la obra de Ferdinand Justi, Iranisches Namenbuch, (Marburgo, Berlín, 1884), (Heidelsheim, 1963), p. 400: